# Laurent Lamothe
Laurent Salvador Lamothe (nascido em 14 de agosto de 1972) é um empresário e político haitiano que atuou como primeiro-ministro do Haiti entre 16 de maio de 2012 até 14 de dezembro de 2014. Antes disso, foi cofundador e CEO da empresa Global Voice Group. Em 14 de dezembro de 2014, renunciou ao cargo de primeiro-ministro por motivos pessoais.

## Biografia e carreira
Filho de Louis G. Lamothe (doutor em Letras), fundador do Instituo Lope de Vega, e de Ghislaine Fortuney Lamothe, pintora, Lamothe nasceu em Porto Príncipe, a capital haitiana. Cresceu em um ambiente acadêmico e artístico, mas também atlético. Seu irmão mais velho, Ruben, atuou como capitão da equipe de tênis da Copa Davis no Haiti há algum tempo. Enquanto jogador de tênis, Laurent Lamothe representou seu país na Copa Davis em 1994 e 1995.
Aos 19 anos, Lamothe deixou o Haiti para completar seus estudos superiores na Flórida, nos Estados Unidos. Após sua graduação em Ciências Políticas pela Universidade Barry, em Miami, em 1996, matriculou-se na Universidade Saint Thomas, em Miami Gardens, Flórida, onde obteve um mestrado em administração de empresas.[carece de fontes?]
Dois anos após obter seu mestrado em administração de empresas, ele fundou a empresa de telecomunicações Global Voice Group com seu sócio, Patrice Baker. A empresa começou como uma pequena empresa de telecomunicações e hoje é uma fornecedora mundial de soluções tecnológicas em mercados emergentes e países em desenvolvimento. Através de sua empresa, o Global Voice Group, ele introduziu tecnologias de governança da informação na África, que permitem que as agências reguladoras gerenciem o setor em termos de controle, equidade tarifária e transparência. Isso lhe rendeu uma nomeação como o "Empreendedor do Ano" da EY em maio de 2008.
Em julho de 2015, Lamothe fundou e criou a LSL World Initiative (LSLWI), uma empresa global que fornece soluções para governos de países emergentes para superar a dívida e alcançar o desenvolvimento sustentável. As receitas geradas através de estratégias inovadoras de financiamento podem ser usadas para financiar programas vitais de saúde e educação, e incentivar a autossuficiência econômica nos mercados emergentes.

### Carreira política
Seu envolvimento na vida política e social do Haiti o levou a aceitar o cargo de assessor especial do presidente haitiano, Michel Martelly. Afim de conseguir mais e evitar conflitos de interesses, Laurent Lamothe renunciou a seus negócios e se considera um ex-empresário. Tornou-se sócio da Comissão Interina para a Reconstrução do Haiti (CIRH).
Em setembro de 2011, Lamothe e o ex-presidente dos Estados Unidos, Bill Clinton, copresidiram o Conselho Consultivo Presidencial para o Desenvolvimento Econômico e Investimento no Haiti, lançado pelo presidente Martelly em 8 de setembro de 2011 para ajudar a reconstruir o Haiti, tornando-o mais atrativo para empresas e investidores estrangeiros.
Mais tarde, Lamothe foi nomeado ministro das Relações Exteriores e Culto do Haiti. No dia 26 de outubro de 2011, ele fez seu primeiro discurso como o novo ministro das Relações Exteriores durante sua cerimônia de instalação, que aconteceu no bairro de Porto Príncipe, Bois Verna, no Haiti. Ele é visto como "ministro competente e dinâmico" e "empreendedor talentoso com a visão de levar o Haiti adiante".
Em 1 de março de 2012, Lamothe foi designado como primeiro-ministro do Haiti pelo presidente Martelly após a renúncia do primeiro-ministro Garry Conille. Com esse cargo, ele atuou com êxito entre março de 2012 até dezembro de 2014, o mais longo mandato de um primeiro-ministro haitiano nas últimas três décadas. Durante sua estadia no cargo, Lamothe presidiu a elaboração e implementação de uma importante agenda política social que visava os setores mais pobres da população haitiana. Lamothe também presidiu o maior desenvolvimento de infraestrutura na história recente, que incluiu a construção e reabilitação de escolas, construções públicas, pontes e estradas.
Durante o mandato de Lamothe como primeiro-ministro, o investimento direto estrangeiro aumentou para o nível mais alto desde a queda da ditadura de François Duvalier em meados da década de 1980. Sob sua liderança, o governo buscou reformas que tornaram o Haiti um país mais seguro e favorável aos negócios, com a implementação de uma isenção fiscal de quinze anos para empresas que investem no país insular.
Ele também pressionou por um aumento da força policial em trinta por cento. Lutou para melhorar as condições de vida dos haitianos mais pobres. Implementou programas sociais que beneficiaram os mais necessitados, encabeçou o programa de educação gratuita e promoveu a boa governança ao combater à corrupção.
Lamothe gerou impacto na luta contra a pobreza extrema – Segundo um estudo do Banco Mundial em 2014, de 2012 a 2014, o número de pessoas em extrema pobreza no Haiti caiu de trinta e um por cento para vinte e quatro por cento graças ao programa social EDE PEP, que beneficiou dois milhões de pessoas.
Lamothe implementou programas de combate à corrupção e melhorou as condições para facilitar os Investimentos Estrangeiros Diretos (IED). De 2011 a 2013, o IED aumentou cinquenta e seis por cento em comparação ao período de 2006–2010. Junto com isso, através do programa de educação gratuita do GOH, a taxa de frequência ao ensino fundamental subiu de cinquenta e cinco para noventa por cento. Perto de um milhão e quatrocentos mil crianças entre seis e doze anos agora frequentam a escola gratuitamente. Ele iniciou políticas de reforma no setor de segurança, como o apoio à coordenação efetiva de agências de aplicação da lei e o aumento da presença de mulheres na força policial.
Em 2010, Lamothe foi amplamente o responsável pela reconstrução do país após o terremoto devastador. Ele foi fundamental na transferência de aproximadamente 1,6 milhão de pessoas dos acampamentos resultantes, bem como na remoção de noventa e sete por cento dos escombros que o terremoto causara. Quatro anos após o terremoto, os sequestros diminuíram em cinquenta e cinto por cento; os investimentos públicos aumentaram oito por cento; e havia quase duzentos projetos dedicados à reconstrução da comunidade. Em 2016, o furacão Matthew atingiu o Haiti. Após o furacão, Lamothe ajudou a reconstruir comunidades no país através da Fundação Dr. Louis G. Lamothe, que ele criou em memória de seu falecido pai. Lamothe trabalha para melhorar agricultura e pesca em Anse du Clerc, de modo a ajudar os cidadãos a obter rendimentos sustentáveis. Reconstruiu uma escola em Nan Panyol e trabalha em muitos outros projetos com a Fundação.
No dia 7 de novembro de 2014, Laurent Lamothe recebeu em Miami (Estados Unidos) o Prêmio Líder Inovador do Ano, "Prêmio Bravo", criado pelo Latin Trade Group, para destacar as iniciativas e as ações dos líderes da região para desenvolver seu país.
Tendo crescido num país afetado pela pobreza e pela falta de recursos em todos os níveis, ele desenvolveu ao longo de sua vida um profundo senso de responsabilidade social e uma forte tendência para ajudar os necessitados. Lamothe é um pragmático que, durante sua estadia no cargo, enfatizou soluções práticas sobre políticas partidárias para atender às necessidades urgentes do Haiti.
Em 14 de dezembro de 2014, Lamothe renunciou ao cargo de primeiro-ministro.
"A principal prioridade do meu governo era atender a esses cidadãos necessitados, que sempre foram esquecidos pelos políticos tradicionais e pela classe política". – Laurent Lamothe, janeiro de 2015.
Lamothe obteve um bacharelado em Ciência Política pela Universidade Barry em Miami e em 1996 obteve um MBA com honras pela Universidade de Saint Thomas. Em 1998, Lamothe fundou a Global Voice Group SA (GVG) considerada hoje líder mundial em soluções de Tecnologia da Informação e da Comunicação (TIC) para empresas de telecomunicações e autoridades fiscais. Ele atuou como CEO da GVG até que deixou o cargo para assumir suas funções no setor público com o governo do Haiti. A GVG ganhou o Prêmio Frost & Sullivan de Melhores Práticas em 2014 por sua excelente inovação no domínio de soluções da tecnologia da informação projetadas para governos e autoridades reguladoras.
Lamothe foi nomeado como o "Empreendedor do Ano" da EY em maio de 2008. Lamothe trouxe ao cargo de primeiro-ministro um espírito empreendedor e dinamismo que lhe renderam reconhecimento em novembro de 2014, da revista Latin Trade por suas habilidades inovadoras, nomeando-o Líder Inovador das Américas do ano. O Latin Trade observou que Lamothe "ajudou a traçar uma mudança de paradigma para o Haiti como um destino para investimento, em vez de simplesmente para ajuda humanitária". Lamothe também ganhou o prêmio Golden Honors da Aliança Nacional por Progresso dos Profissionais Haitianos (NAAHP) pelo excelente serviço, integridade e compromisso com o Haiti e sua diáspora em 2015, bem como o prêmio Pessoa de Mídia Social do Ano em 2015 pela Associação de Mídia Social do Haiti.
Em julho de 2015, Lamothe criou a LSL World Initiative, uma empresa privada que fornece soluções para os governos na implementação de seus próprios mecanismos de financiamento para ajudá-los a implementar programas de desenvolvimento sustentável alinhados com suas necessidades e prioridades.
Em dezembro de 2015, Lamothe fundou a Fundação Dr. Louis G. Lamothe (LGLF) em homenagem e memória de seu pai, Louis G Lamothe. A Fundação se concentrará nas estratégias para levar o Haiti ao estatuto de país emergente até 2041. Com sua liderança, depois que o furacão Matthew atingiu o Haiti, a Fundação Dr. Louis G. Lamothe trabalhado em Anse du Clerc para ajudar a cidade a se recuperar dos danos. A Fundação pretende reabilitar a vila pesqueira e revitalizar sua atividade econômica, consertando as casas danificadas e facilitando a aquisição de equipamentos de pesca, dentre outros. A Fundação também pretende disponibilizar várias sementes para agricultura familiar aos agricultores.
Em março de 2016, Lamothe foi introduzido no Hall da Fama da Conferência do Estado de Sunshine. Recebeu, em novembro do mesmo ano, o prêmio ABiCC de Liderança em Comércio Global (2016) das 40 Câmaras Binacionais de Comércio na Flórida (Estados Unidos), pelo excelente serviço prestado como empreendedor, auxiliando os governos dos países em desenvolvimento na regulamentação e globalização de seus setores de telecomunicações e da tecnologia da informação, o que ajudou a melhorar a competitividade e a sustentabilidade econômica desses países. Em dezembro de 2016, Lamothe foi premiado com o 9.º Grande Prêmio MEDays de Solidariedade com o povo haitiano, por seu trabalho com a Fundação Dr. Louis G. Lamothe no Haiti.
Em 2017, Lamothe foi o convidado de honra na Cúpula Transformar a África e compartilhou sua visão sobre a "Internet do Valor: Protocolo da confiança e a Internet das Coisas". No Fórum Econômico Mundial de 2018, em Davos, Lamothe também falou sobre o Blockchain e como a tecnologia pode melhorar a continuidade e resiliência do governo. Lamothe foi convidado a participar como palestrante no Fórum Econômico de Berlim, que se realizou na capital alemã entre 6 até 11 de março de 2018.

## Vida pessoal
Em 2013, Lamothe namorou a modelo tcheca Petra Němcová, porém eles não estão mais juntos desde 2015.
Tem duas filhas: Lara e Linka.